# Шебеко, Николай Игнатьевич
Николай Игнатьевич Шебеко (15 (27) декабря 1834 — 24 декабря 1904 (6 января 1905)) — русский государственный и военный деятель; генерал от кавалерии, сенатор, член Государственного совета.

## Биография
Родился 15 (27) декабря 1834 года. Отец — Игнатий Францевич Шебеко (?—1869), служивший в Кавалергардском полку, мать — Елизавета Сергеевна Трухачева (1811—12.10.1893).
Обучался в Санкт-Петербургском университете, окончив его юридический факультет кандидатом в 1855 году. В ноябре 1855 года вступил в военную службу юнкером , в 4-й дивизион Кавалергардского полка; с 1856 года — корнет, с 1859 года — поручик.
С 1861 года — полковник и адъютант штаба Отдельного корпуса жандармов, с 1866 года адъютант шефа жандармов П. А. Шувалова.
5 июня 1871 года произведён в генерал-майоры и назначен Бессарабским губернатором.
В 1879 году, «во внимание к особым трудам, понесенным по управлению Бессарабской губернией, и полезной деятельности по оказанию помощи больным и раненым воинам во время минувшей войны с Турциею», пожалован орденом Святого Владимира 2-й степени.
В 1879—1883 годах состоял при Министерстве внутренних дел, в 1883 году командирован в Воронежскую губернию для организации мер по борьбе с саранчой.
6 апреля 1887 года был произведён в генерал-лейтенанты и назначен товарищем министра внутренних дел, заведующим полицией и командиром отдельного корпуса жандармов.
30 августа 1890 года назначен сенатором. С 22 июля 1895 года — член Государственного совета по департаменту гражданских и духовных дел.
18 апреля 1899 года был произведён в генералы от кавалерии.
Умер 24 декабря 1904 (6 января 1905) года. Похоронен в Исидоровской церкви Александро-Невской лавры.

## Награды
российские
- орден Св. Анны 3-й степени (1863)
- орден Св. Станислава 2-й степени (1867)
- орден Св. Анны 2-й степени (1869)
- орден Св. Владимира 4-й степени (1871)
- орден Св. Владимира 3-й степени (1874)
- орден Св. Станислава 1-й степени (1876)
- орден Св. Анны 1-й степени (1877)
- орден Св. Владимира 2-й степени (1879)
- орден Белого орла (1888)
- орден Св. Александра Невского (21.04.1891; бриллиантовые знаки к ордену — 02.04.1895)

иностранные
- ольденбургский орден Петра 2-й ст. (1863)
- турецкий орден Меджидие 1-й ст. (1873)
- Большой офицерский крест ордена Почётного легиона (1893)

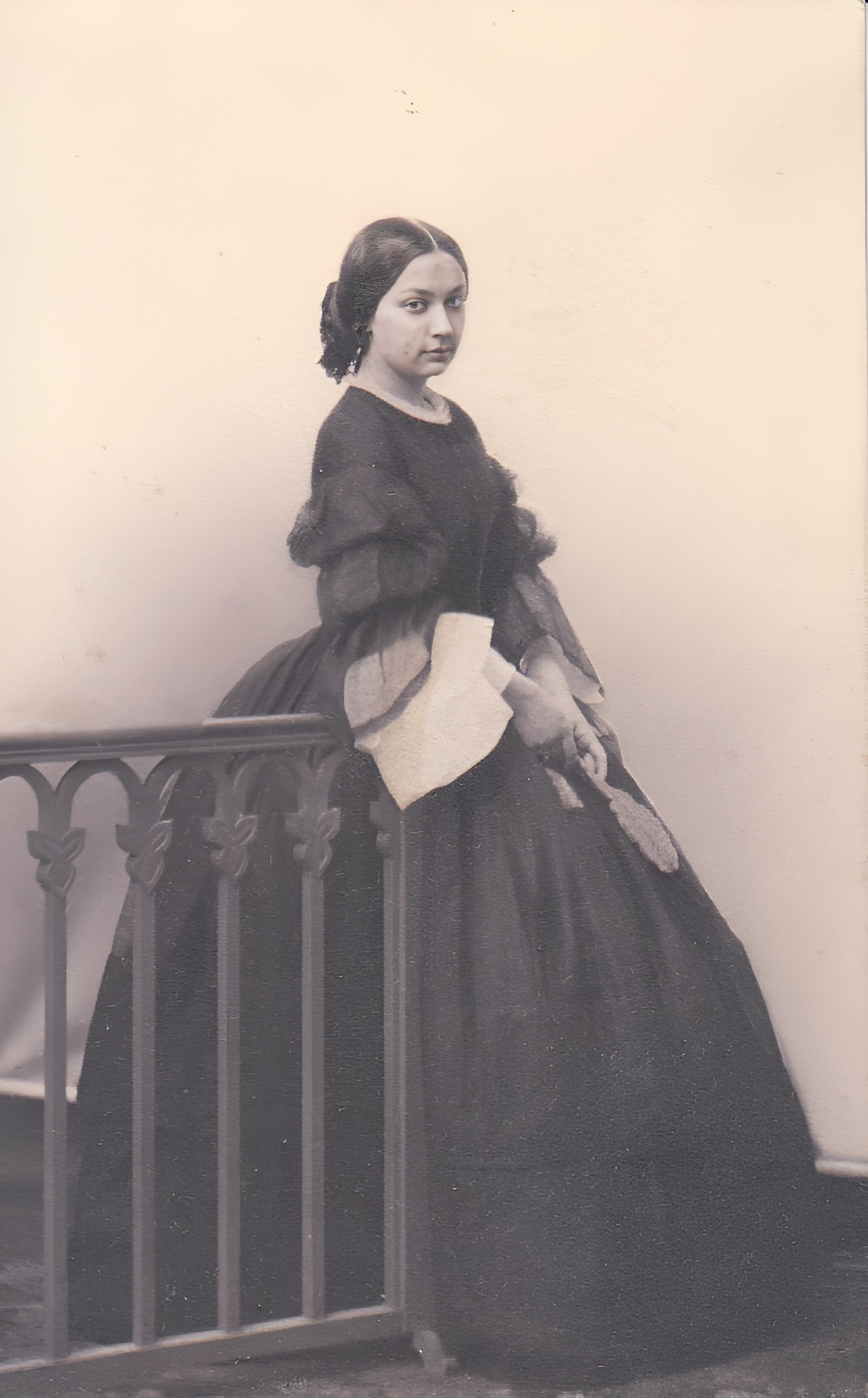
Мария Ивановна, жена

## Семья
Жена (с 1860 года) — Мария Ивановна Гончарова (01.04.1839—25.09.1935), фрейлина великой княгини Ольги Фёдоровны (13.08.1857), дочь отставного генерал-майора И. Н. Гончарова и племянница Натальи Гончаровой. Умерла в эмиграции в Ницце. Их дети:
- Николай (1863—1953), дипломат, посол в Австро-Венгрии.
- Вадим (1864—1943), генерал-майор, Московский градоначальник.
- Елизавета (1861—1932), замужем за Л. Н. Баумгартеном[3].